# Banwell
Banwell è una cittadina di 2.919 abitanti della contea del Somerset, in Inghilterra.